# Bolbelasmus horni
Bolbelasmus horni är en skalbaggsart som beskrevs av Rivers 1886. Bolbelasmus horni ingår i släktet Bolbelasmus och familjen Bolboceratidae. Inga underarter finns listade.